# Mycteromyiella papuana
Mycteromyiella papuana là một loài ruồi trong họ Tachinidae.